# Список річок Середзем'я
Перелік річок художнього світу Середзем'я.

## Річки Белеріанду
- Адурант (синд. Adurant — Подвійний потік) — найпівденніша з шести приток Ґеліону в Оссіріанді. Назва походить від поділу русла на два рукави, що утворювали острів Тол-Ґален, де після повернення оселились Берен і Лутіен.
- Арос — велика річка, що починалась у Дортоніоні і обтікала Доріат зі сходу та півдня, впадаючи у Сіріон вище Аелін-Уїал.
- Аскар (Ратлоріель) (синд. Askar — Кваплива, Бурхлива) — найпівнічніша з шести приток Ґеліону в Оссіріанді. Після битви нандорів та ентів з ґномами Ноґрода, що розорили Доріат при Сарн-Атраді у ній втопили награбовані гномами скарби Зачарованого королівства і річка отримала назву Ратлоріель (синд. Ratloriell — Золотодонна).
- Брілтор (синд. Briltor — Сяйливий потік) — четверта притока Ґеліону в Оссіріанді.
- Брітон — річка у Фаласі, що впадала у Велике Море (Белегаер) неподалік від міста Брітомбар.
- Великий Ґеліон — один з двох рукавів, що зливались у річку Ґеліон. Витікав з західного схилу гори Рерір.
- Висохла Річка — русло річки (притока Сіріону) що витікала з-під Окружних Гір, з озера що колись існувало на місці долини Тумладен, де народ Турґона збудував місто Ґондолін. Тривалий час витік Висохлої Річки був єдиним входом до Прихованої Долини.
- Ґеліон — велика річка у Східному Белеріанді, що утворювалась з двох потоків Великий Ґеліон (розпочинався на схилі гори Рерір) та Малий Ґеліон (розпочинався на пагорбі Гімрінґ). З Синіх Гір до Ґеліону впадали шість річок Оссіріанду Аскар (згодом Ратлоріель), Талос, Леґолін, Брілтор, Дуілвен та Адурант. Геліон впадав у Велике Море (Белеґаер), будучи вдвічі довшим за Сіріон, однак не настільки широким і повноводним, бо в Гітлумі і Дортоніоні, водами яких живився Сіріон випадало значно більше опадів ніж на сході.
- Ґінґліт — річка в Західному Белеріанді, що впадала в Нароґ вище від Нарґотронда.
- Дуілвен — п'ята притока Ґеліону в Оссіріанді.
- Есґалдуін (синд. Esgalduin — Річка під Покровом) — річка у Доріаті, що розділяла ліси Нелдорету і Реґіону та впадала в Сіріон.
- Келон (синд. Kelon — Потік, що збігає з верховин) — річка що витікала біля пагорба Гімрінґ і впадала в Арос.
- Келеброс (синд. Celebros — Срібляста Піна) — притока Тейґліну, що протікала біля лісу Бретіль. Біля гирла Келебросу Турін убив дракона Ґлаурунґа. За версією викладеною у «Війні Самоцвітів» Ніенор Нініель покінчила життя самогубством, стрибнувши у Келеброс. На Келебросі був розташований водоскат Дімрост (синд. Dimrost — Дощові Сходи), над ним галадіни збудували дерев'яний міст, що вів до Бретіля. З мосту відкривався широкий краєвид, що включав Ущелини Тейґліну, що розташувались у двох милях від нього. Коли Нініель уперше привели в Бретіль, то, озирнувшись на місцину з мосту, вона стала неконтрольовано дрижати, так сильно, що назву водоспаду стали змінили на Нен-Ґіріт (синд. Nen-Girit — Дрижача Вода). Лише пізніше виявилась причина її пророчого страху: ущелини, що вона бачила з мосту, згодом стали місцем її трагічної загибелі.
- Кіріт-Нінніах (синд. Kirit-Ninniah — Веселкова Розколина) — потічок на дні однойменної ущелини, що розпочинався на західних пагорбах Дор-Ломіну і впадав у затоку Дренґіст.
- Малдуїн (синд. Malduin — Жовта Річка) — притока Тейґліну.
- Малий Ґеліон — один з двох рукавів, що зливались у річку Ґеліон. Витікав з пагорба Гімрінґ.
- Міндеб — притока Сіріону, що текла між Дімбаром і Лісом Нелдорет.
- Нароґ — найбільша річка Західного Белеріанду, що починалась з озера Ейтель-Іврін під Еред-Ветрін (Гори Тіні) і впадала до Сіріону у Нан-Татрені.
- Нен-Лалайт (синд. Nen-Lalait — Сміх) — річка що протікала біля пагорба Амон-Дартір у Дор-Ломіні, де жив Гурін.
- Неннінґ — річка у Фаласі, що впадала у Велике Море (Белеґаер) біля міста Еґларест.
- Рівіл — потік у Дортоніоні, що впадав у Сіріон біля Твані Сірех.
- Рінґвіл — потік що впадав у Нароґ у Нарґотронді.
- Сіріон (синд. Sirion — Великий Потік) — найширша і найповноводніша річка в Белеріанді, що текла з півночі на південь. Починалась на схилах Еред-Ветрін (Гори Тіні) в місцевості Ейтель-Сіріон, де розташувалась фортеця Фінґолфіна, протікала крізь Твані Сірех, Сіріонів Прохід, в середній частині якого розташовувався острів Тол-Сіріон з фортецею Мінас-Тіріт, яку звів Фінрод Фелаґунд. Далі Сіріон обтікав Егоріат і біг уздовж Лісу Бретіль, Дімбару та Доріату. Протікав крізь Болото Сіріону та Аелін-уіал (Сутінкові Озера) і водоспадом (Водоспад Сіріону) вливався у підземну галерею під грядою пагорбів Андрам і через три ліги виходив на поверхню крізь кам'яні арки, що мали назву Ворота Сіріону. Далі річка текла через край Нан-Татрен і впадала у затоку Балар східніше від Арверніену, розбившись на безліч рукавів (Гирло Сіріону). Сіріон був межею між Західним і Східним Белеріандом. Найбільшими притоками Сіріону були: на правому березі — Тейґлін та Нароґ; на лівому — Рівіл, Міндеб, Есгалдуін та Арос.
- Тейґлін — притока Сіріону, що починалась біля Еред-Ветрін (Гори Тіні) і протікала крізь Бретільський Ліс.

## Річки інших регіонів Середзем'я
- Адорн (англ. Adorn) — найбільша (і практично єдина з відомих) приток річки Ісен (Анґрен), що починається у Білих Горах і тече на північний захід до свого гирла. Землі у межиріччі Ісену та Адорну були об'єктом суперечок між рогіримами та дунгарцями.
- Андуїн (англ. Anduin, з синдарину — «Довга Річка»), Велика Річка (англ. the Great River) та Лангфлуд (англ. Langflood, з рогірину — «Довга Річка») — найбільша з річок Середзем'я, що ділить землі на Захід та Схід. Тече з півночі на південь, у нижній течії повертаючи на південний захід. Довжина річки близько 1388 миль (2233 кілометрів). Утворюється внаслідок злиття річок Ленґвелл, що витікає у Імлистих Горах та Ґрейлін, котрий тече з Сірих Гір. Впадає у затоку Белфалас біля острова Тол-Фалас, розбиваючись на численні рукави і протоки дельти Етірських Плавнів. У руслі Андуїну розташовані Ірисні Поля, пороги Сарн-Гебір, озеро Нен-Гітоель, водоспад Рауроса, острови Каррок, Тол-Брандір та Каїр-Андрос, низовина Ніндальф або Мокрінь. На ріці розташовані міста Гондору — Гарлонд, фортеця Каір-Андрос, Осґіліат та Пеларґір. Найбільші притоки Андуїну: на правому березі — Ірисна, Срібна Жила (Келебрант), Світла (Лімлайт), Ента, Еруї, на лівому — Морґулдуїн та Порос.
- Барандуїн (англ. Baranduin), з синдарину — «золотаво-коричнева вода») — річка в Еріадорі, що витікає з озера Ненуіал або Евендім. До кінця Першої Епохи вливалася в річку Лун, але внаслідок змін викликаних Війною Гніву Лун змінила русло і Барандуїн став впадати у Велике море (Белеґаер) у краї Енедвайт. Більша частина території Ширу розташована на правому березі Барандуїну, самі гобіти переінакшили назву як «Брендівинна» (англ. Brandywine, від brandy — «бренді» + wine — «вино»), теж з огляду на характерний колір води. Крім Бекланду — невеличкого краю від Брендівінського мосту до гирла Верболозки. Притоками Барандуїну або Брендівинної є річки Водь, Колодний Струмок, Межева та Верболозка. Біля витоків річки з озера розташована столиця Арнору Аннумінас.
- Бруїнен (англ. Bruinen, з синдарину — «Шумна», «Гримуча») або Шумна (англ. Loudwater) — річка що витікає з Імлистих Гір, обходячи з півночі долину Рівенділ, де існувало ельфійське поселення Елронда і повертає на південний захід, впадаючи в річку Сивджерельна або Мітейтель. Через Бруїнен проходить брід на шляху до Рівенделлу, що згадується у повісті «Гобіт або Туди й Звідти» та першій частині «Володаря Перснів» — «Братстві Персня».
- Будяковий Струмок (англ. Thistle Brook) — невеличка річечка у Східній Чверті Ширу, що починається біля Лісового Куту і тече на південний схід, впадаючи в річку Межеву, у його нижній течії розташоване село Вербодонне.
- Верболозка (англ. Withywindle) — річка, що починається біля Могильників Тірн-Ґортад, тече на південний захід крізь весь Праліс, і впадає у Барандуїн біля Запліття в Цаповому Краю (Шир). На березі Верболозки росте Дядько Верба, що є зосереджувачем злої волі Пралісу (можливо це гворн або навіть здерев'янілий ент).
- Водь, варіанти перекладу Воддя, Річка, Ручай (англ. Water) — невеличка річка, що починалась на півночі Західної Чверті Ширу, протікала крізь заболочену місцевість Очеретяна Твань неподалік від містечка Голконори («Вушко Голки»). На обох берегах річки Водь були розташовані містечко Гобітон та село Байвотер (англ. Bywater, варіанти перекладу «Приводдя», «Поріччя»). Далі річка текла на схід, залишаючи на правому березі містечка Жаб'є (англ. Frogmorton) та Малі Борозни і впадала у Барандуїн вище Барандуїнського мосту.
- Гарнен — річка що тече з південних схилів Ефел-Дуат на захід і впадає у затоку Белфалас. По ріці Гарнен проходить межа між ґондорським краєм Гарондор, Ближнім Гарадом та областю Умбар.
- Гуртурант - західна притока моря Нурнен.
- Ґландуїн (англ. Glanduin, з синдарину — «Прикордонна річка») — річка на сході Еріадору, що починається в Імлистих горах, південніше Воріт Морії і тече на захід, зливаючись із Сиводжерельною або Мітейтель в річку Ґватло вище Тарбаду. У дельті річки розташовані твані Лебедянь. У Другу Епоху Гландуін був південним кордоном ельфійського королівства Ереґіон, а у 3320 р. Другої Епохи — 1409 р. Третьої Епохи — Північного королівства Арнор та королівства Кардолан — звідти й походить назва річки.
- Ґватло (синд. Gwathlo — Темна Річка) або Сірострум (англ. Greyflood) — річка в Еріадорі, що протікає його південними землями що мають назву Енедвайт. Утворюється внаслідок злиття річок Сиводжерельної або Мітейтель та Ґландуїну, тече на південь і впадає у Велике море (Белегаер). Землі розташовані між Барандуїном та Ґватло мають назву Мінґіріат (англ. Mingiriath, з синдарину — «Межиріччя»). На берегах річки були розташовані старовинні фортеці Лонд-даер-Енер (Віньялонде) і Тарбад засновані нуменорцями.
- Ґілраїн (синд. Gilrain — Зоряний Мандрівник) — річка у Ґондорі, що починається у Білих Горах, тече на південь і впадає в річку Серні у краї Лебеннін (одна з п'яти річок краю). Неподалік від гирла Ґілраїну розташоване місто Лінгір.
- Ґрейлін (англ. Greeylin) — одна з приток-рукавів, що при злитті з Ленґвеллом утворюють річку Андуїн. Бере початок у Сірих Горах. У межиріччі Ленґвелл і Ґрейлін у 1977—2510 рр. Т. Е. розташовувалось королівство Еотеод

- Ента (англ. Entwash) — найбільша з приток Андуїна. Починається біля південних кордонів лісу Фанґорн, тече на схід крізь землі Роганської Марки, розділяючи землі Істемнету, Вестемнету та Істфолду. При впадінні в Андуїн нижче Емін-Муїл утворює широку розгалужену дельту. Свою назву отримала від ентів, що мешкають у лісі Фанґорн.
- Еруї — річка у Ґондорі, що починається у Білих Горах, поблизу гори Міндолуін і тече на південний схід, крізь Лоссарнах, впадаючи в Андуїн у ста милях (приблизно ста шістдесяти кілометрах) від Мінас-Тіріта. Під час громадянської війни 1432—1448 років Третьої Епохи біля Бродів Еруї відбулась вирішальна битва (1447) на підступах до Пеларґіра.
- Ісен (англ. Isen; правильно читається Айзен; на синд. Angren — Залізна) — річка, що бере початок в Імлистих Горах біля гори Метедрас, у її верхів'ях була розташована фортеця Ісенґард (стара назва Анґрене). Від Ісенґарда річка тече до Білих Гір, де різко повертає на захід і впадає у Велике Море (Белеґаер). Довжина річки складає 430 нуменорських миль (за своєю величиною це восьма річка Середзем'я). Близько 150 миль від Гриви Рогану в Ісен впадає річка Адорн. За Ісеном і Адорном проходить західний кордон королівства Роганська Марка. Землі у трикутнику між Ісеном, Адорном і Білими Горами були спірною територією між рогіримами та дунландцями. Ісен можна перетнути лише в Ісенґарді або через Броди Ізену, де наприкінці Третьої Епохи відбулась низка великих битв рогіримів проти дунландців та орків Сарумана.
- Ірисна (англ. the Gladden River), синдаринський варіант Сір-Ні́нґлор (англ. Sir Ninglor — «Ірисний Потік») — притока Андуїну, що бере початок в Імлистих Горах (поблизу одного з перевалів) і тече на схід, впадаючи у Велику Річку в Ірисних Полях. Неподалік від її гирла у битві з орками загинуло військо Ісілдура, а Єдиний Перстень загубився у водах Андуїна і через півтори тисячі років був знайдений гобітом з племені хватів Деаголом, що був убитий своїм родичем Смеаголом, котрий заволодів Перснем.

- Карандун - північна притока моря Нурен.￼
- Карнен (синд. Carnen — Червона Вода; варіант перекладу — Рудь) — річка що розмежовує землі Рованіону та Руну. Витікає з Залізних Пагорбів і тече близько 250 миль на південь, впадаючи в Келдуїн.
- Келду́їн (англ. Celduin, з синдарину — «Бистра Річка») або Бистриця (англ. the Running River, варіант перекладу «Руна») — річка у Східному Рованіоні, що витікала з-під Самотньої Гори (Еребор) і текла на південь до Довгого озера, де у неї впадала Лісова Річка. З Довгого озера вода спадала водоспадом і річка повертала на південний схід, зливалась з річкою Карнен, робила підковоподібний вигин і впадала у внутрішнє Рунійське море. Загальна довжина річки складала 600 миль. По Келдуїну йшов важливий торгівельний шлях між Підгірним королівством у Ереборі, розташованим біля підніжжя Самотньої гори (на березі Келдуїну) містом Дейл, містом Есґарот на Довгому озері, палацом короля ельфів Морок-Лісу Трандуїла (розташований у печерах на березі Лісової Річки біля її підземної притоки) та країною Дорвініон на півдні. З Морок-Лісу, Еребору та Дейлу везли зброю, золоті прикраси та іграшки, а з Дорвініону — вино, хліб та інші продукти харчування.
- Ке́лос (англ. Celos) — друга з п'яти річок Лебенніну, починається у Білих Горах і впадає у Сіріт.
- Кі́ріл (англ. Ciril) — річка у Ґондорі, що починається на одній з вершин Білих Гір і впадає в річку Рінґло у Ламедоні. На Кірілі розташовано містечко Калембел.
- Колодний Струмок (англ. the Stock Brook) — річка у Східній Чверті Ширу. Починається у Зелених Пагорбах на східній околиці Лісового Куту, тече на схід через край Прилуки (Marish) і впадає у Барандуїн. У нижній течії Колодного Струмка розташувалось містечко Колодне. Рятуючись від чорного вершника Фродо Торбин, Сем Ґемджі та Піппін Тук звернули з дороги і сховались у глибокому яру по дну якого протікав Колодний Струмок.
- Кулдуїн - східна притока моря Нурнен.

- Ленгвелл (англ. Langwell) — одна з приток-рукавів, що при злитті з Ґрейлін утворюють Велику Річку Андуїн. Починається в Імлистих Горах. У межиріччі Ленґвелл і Ґрейлін у 1977—2510 рр. Т. Е. існувало королівство Еотеод.
- Лефнуї (синд. Lefnui — «П'ята», за ліком після річок Еруї, Сіріт, Серні та Рінгло) — річка що відмежовує край Анфалас від вцілілої після Війни Гніву частини Друвайт-Йаур. Починається у Білих Горах і тече на південь, впадаючи в затоку Белфалас.
- Лімлайт або Світла (англ. Limlight) — річка на південному заході Рованіону. Починається в лісі Фанґорн, біля Дому Древлена, далі тече на схід і впадає у Андуїн. На правому березі річки розташоване Поле Келебранту, де в трикутнику між Лімлайт та Андуїном у 2510 р. Т. Е. війська еотеодів на чолі з Еорлом Юним та ґондорців на чолі з намісником Кіріоном розбили балкотів.
- Лісова Річка (англ. Forest Riwer) — річка що починається у Сірих Горах і тече на схід крізь північну частину Морок-Лісу, далі — розбиваючись на окремі рукави, впадає у Довге озеро у верхів'ї річки Келдуїн (Бистриця). Найбільшою притокою Лісової Річки є зачарована Чорна Річка. На правому березі Лісової Річки розташований підземний палац короля ельфів Морок-Лісу Трандуїла. Лісовою Річкою йшов важливий торговельний шлях між містом Есґарот на Довгому озері та палацом Трандуїла, по ній на плотах у бочках везли різноманітні продукти (зокрема — вино).
- Лун (синд. Lun — Синя) — річка у Західному Еріадорі, що починається у Синіх Горах. До кінця Першої Епохи Лун мав набагато більшу довжину і, вбираючи в себе Барандуїн, впадав у Велике Море (Белеґаер) у краї Друвайт Йаур. Внаслідок Війни Гніву більша частина Друвайт Йаур пішла під воду, а Лун став впадати у новоутворену затоку в середній частині Синіх Гір, що отримала назву Лунської. В гирлі Лун розташоване місто Мітлонд або Сірі Гавані, звідки на Захід відпливають ельфійські кораблі.
- Малий Лун — притока річки Лун у її середній течії. Починається в Синіх Горах, неподалік від ґном'ячого міста Зали Торіна.
- Ме́рінґ (англ. Mering) — струмок, що витікає з Білих Гір і впадає в Ентову Купіль. По Мерінґу проходить межа між Істфолдом (Роган) та Аноріеном (Гондор). На синдарині річка називається назву Ґлангір (Glanhir), що означає «Рубіж». У його верхів'ях розташовано Фіріенський ліс, що росте довкола Ґалафіріенського пагорба, на вершині якого до 2510 р. Т. Е. знаходилась могила Еленділа.
- Морґулду́їн (англ. Morgulduin, з синдарину — «річка Темних Сил») — річка в Ітілієні, що починається біля перевалу Кіріт-Унґол і спадає униз до Морґульської долини біля міста-фортеці Мінас-Морґул, протікаючи крізь луки, де ростуть предсмертники — квіти з солодким запахом тліну і впадає в Андуїн біля східної частини Осґіліату. Води річки були отруєні лиходійством після захоплення Мінас-Ітіля у 2002 р. Т. Е. Отруйні холодні випари над Морґулдуїном викликали запаморочення і втому. Над річкою розташувалось перехрестя доріг з Осґіліату до Мінас-Морґула і від Мораннона до Гараду.
- Мо́ртонд (синд. Mortond — Чорний Корінь) — річка у Ґондорі. Витікає з глибокої ущелини на півдні Білих Гір, що має назву Морнан (синд. Mornan — Чорна долина). Біля Морнану з Білих Гір виходить Шлях Мертвих, що веде до пагорба Ерех. Річка тече глибокою долиною Імлад-Мортонд (синд. Imlad-Mortond — Ущелина Мортонд). Зливається в один потік з річкою Рінгло і впадає у Велике Море (Белеґаер) біля ельфійського поселення Елделонд, котре було покинуте у 1981 р. Т. Е., коли останні його мешканці відпливли на острів Тол-Ересеа.
- Німро́дель (англ. Ninrodel) або Білогривка — невеличка річечка, що витікає з Імлистих Гір і впадає у Срібну Жилу на західній околиці лісу Лотлоріен. На річці неподалік від гирла розташований невеличкий водоспад. Назва походить від імені ельфійської діви Німродель, що жила у печері неподалік. У неї був закоханий король Лотлоріену Амрот.

- Порубіжний струмок - річка на кордоні між Гондором та Роганом. На Синдаріні називалася Глангір (Glanhír) та утворювала рубіж між гондорською областю Анорієн та роганською провінцією Східний фолд. Вона протікала крізь Фірієнський ліс, який ріс навколо Галіфірієнського пагорба.

- Порос (англ. Poros) — найпівденніша з приток Андуїну, що розпочинається на схилах Похмурих Гір (Ефел-Дуат) і тече на захід, повертаючи неподалік від свого гирла на північний захід. Протяжність річки від витоку до гирла — 400 миль. По річці Порос проходить межа між Ітілієном та Гарондором.
- Рі́нґло (англ. Ringlo) — річка у Ґондорі. Починається з двох безіменних річок у південних відрогах Білих Гір неподалік від Белфаласа, тече крізь Етрінґ, далі на північ від Тарносту в неї вливається річка Кіріл. Впадає у Велике Море (Белегаер), зливаючись в один потік з річкою Мортонд, неподалік від колишнього ельфійського поселення Елделонд.
- Се́рні (англ. Serni) — четверта з п'яти річок Лебенніну. Починається на рівнині Лебенніну і впадає у Затоку Белфалас на північ від Андуїна біля міста Лінгір.
- Сиводжерельна (англ. Hoarwell) або Мітейтель (англ. Mitheithel, з синдарину — «Сірий Потік») — річка в центральному Еріадорі, що розпочинається на півночі Імлистих Гір, південніше Еттенблату (Троляче нагір'я), тече на південь, де у неї вливається річка Бруїнен або Гримуча. Разом з Ґландуїном Мітейтель зливаються у річку Ґватло або Сірострум. Через річку Мітейтель перекинуто Останній Міст на шляху до Рівендолу, що згадується у повісті «Гобіт або Туди й Звідти» та першій частині роману «Володар Перснів» «Братство Персня».
- Сіраннон (англ. Sirannon, з синдарину — «Брамний Потік») — невеличка річка у краї Ереґіон, що витікала у Джерельній Долині біля Західних Воріт Морії і впадала в Гландуїн. У верхів'ях річки розташовувався водоспад Приморійський Поріг. Неподалік від її гирла знаходилась столиця Ереґіону Ост-ін-Енділ, що була зруйнована армією Саурона у 1697 р. Д. Е. У 2994 р. Т. Е. русло Сіранонна завалив обвал і річка висохла, а Джерельну Долину затопило водами і в ній утворилось зацвіле озеро, у якому оселилась восьминогоподібна потвора — Сторож Глибин.
- Сі́ріт (англ. Sirith) — третя з п'яти річок Лебенніну. Найбільшою її притокою є Келос. Впадає в Андуїн нижче гавані Пеларґір.
- Сірліт - південна притока моря Нурнен.￼
- Сніжиця або Сноуборн (англ. Snowborn) — річка у Рогані. Починається на схилах Еред-Німрайс, тече крізь Едорас, розмежовуючи землі Вестфолда та Істфолда і впадає у річку Ентова Купіль.
- Срібна Жила (англ. the Silverlode), на синдарині Келе́брант (англ. Celebrant — «Срібна»); на кгазадулі Кібел-Нала (англ. Kibel-nâla) — річка що починається в Імлистих Горах, біля перевалу через гору Карадрас (на кгазадулі Баразінбар), спускається у долину Нандугіріон (Азанулбізар), вливається у озеро Кгелед-Зарам і витікає з нього. Далі тече до лісу Лотлоріен і на його західній околиці зливається з річкою Німродель, після цього під назвою Золота Ворожея тече крізь центр лісу і впадає в Андуїн. У нарисах до «Володаря перснів» автор первісно задумував дати річці ґном'ячу назву «Зіґілнад» (Zigilnâd).
- Чорна річка — зачарована річка з чорною водою, що текла посеред Морок-Лісу, починаючись у його горах і впадаючи в Лісову Річку. Кожен хто торкався її води впадав у досить глибокий і тривалий сон. У повісті «Гобіт або Туди й Звідти» гноми та гобіт Більбо переправились через річку на човні, побачивши оленів вони стали стріляти в них з луків, однак поранений олень зачепив човен і ґном Бомбур, що переправлявся останнім, упав у воду. Його витягли на берег, але він заснув і спав досить тривалий час.
- Ширнборн або Межева річка (англ. Shirebourne River) — річка по якій проходить межа між Південною та Східною Чвертями Ширу. Впадає в Барандуїн.